# 鉄火場慕情
『鉄火場慕情』（てっかばぼじょう）は、1970年2月21日に公開された日活制作の任侠映画である。監督は小澤啓一。

## 配役
- 松原智恵子 : 相馬節子
- 田村高廣 :小田切精二郎
- 内田良平 : 並木秀三
- 山本豊三 : 相馬忠男
- 堀雄二 : 相馬紀之肋
- 梶芽衣子 : お杉
- 深江章喜 : 舛川利肋
- 加藤和夫 : 小出義則
- 鷹享子 : 舛川玉江
- 木浦佑三 : 上野
- 河野弘 :刺青
- 青木義朗 : 高垣小弥太
- 加藤嘉 : 陣野政市
- 奈良岡朋子 : 駒吉

## スタッフ
- 監督 ： 小澤啓一
- 脚本 ： 棚田吾郎
- 企画 ： 坂上静翁, 松尾守人
- 音楽 ： 小杉太一郎
- 美術 : 佐谷晃能
- 編集 : 井上親弥